# The Polyphonic Spree
The Polyphonic Spree – amerykańska grupa muzyczna wykonująca rock symfoniczny z naleciałościami muzyki psychodelicznej. Zespół powstał w 2000 roku w Dallas w stanie Teksas. Polyphonic Spree tworzy m.in. dziesięcioosobowy chór, sekcja dęta, perkusista, basista, harfista oraz gitarzyści, którym przewodzi Tim DeLaughter, główny wokalista grupy, instrumentalista klawiszowiec oraz perkusista. Członkowie grupy w związku z jej licznością zmieniają się systematycznie podczas koncertów.

## Dyskografia
Albumy
- The Beginning Stages of... (2002)
- Together We're Heavy (2004)
- The Fragile Army (2007)
- Live from Austin, TX (2007)

Minialbumy
- Soldier Girl EP (2002)
- Light & Day EP (2002)
- Wait EP (2006)

Pozostałe
- Wig in a Box (2003)
- Thumbsucker (2005)